# ليونيل هالسي
ليونيل هالسي (بالإنجليزية: Lionel Halsey)‏ هو ضابط بحري جنوب أفريقي، ولد في 26 فبراير 1872، وتوفي في 26 أكتوبر 1949.